# Raymond de Montaigne
Pour les articles homonymes, voir Montaigne (homonymie).
Raymond de Montaigne (1581-1637), était un évêque français, petit-neveu de Michel de Montaigne, l'auteur des Essais. Il a habité le château de la Vallée près d'Archingeay en Saintonge.

## Biographie
Raymond de Montaigne est le fils de Geoffroy, conseiller au Parlement de Bordeaux, et de Perrine Guillot issue d'une famille originaire de Saintonge. Il est le petit-neveu de Michel de Montaigne. Il fait ses études au Collège de Guyenne à Bordeaux et obtient un doctorat in utroque jure à l'âge de 14 ans. Il commence sa carrière pré épiscopal comme magistrat séculier au Parlement. Conseiller en survivance à partir de 1593 il sert pendant plusieurs années à la cour de la  sénéchaussée de Saintes sous le patronage de son oncle maternel Jacques Guillot. 
Il devient conseiller du roi, président et lieutenant général au siège présidial de Saintes en 1611 et député du Tiers état de la sénéchaussée de Saintonge et orateur aux États généraux de 1614. Il épouse alors Marie de Maulevan dont il a trois enfants mais elle meurt dès 1620. Il rentre alors dans les ordres et devient prêtre en 1622. Il obtient en commende l'abbaye de Sablonceaux mais continue à être actif comme Président au siège présidial de Saintes après son ordination jusqu'en 1630. Chanoine de Bordeaux et de Saintes il est nommé évêque de Bayonne en 1629 confirmé le 4 mars 1630 et consacré le 14 juillet suivant par l'évêque de Saintes. Il meurt le 10 mars 1637.